# 安納烏

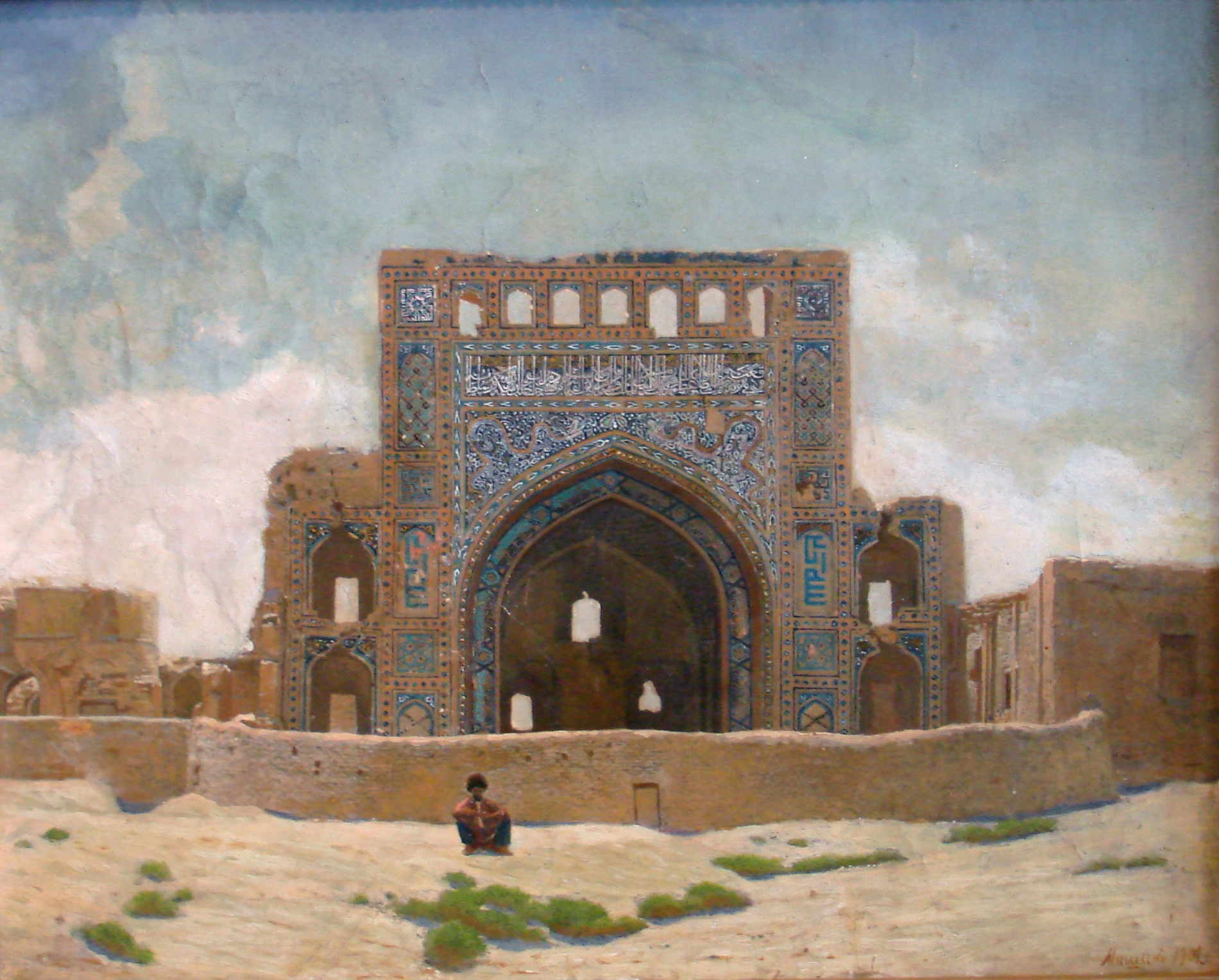
安納烏的清真寺

安納烏（羅馬化：Annau）是土庫曼斯坦的城市，2022年12月之前是阿哈爾州的首府（现已迁至阿爾卡達格）。安纳乌位於該國南部，距離首都阿什哈巴德8公里，海拔高度230米，該地區自公元前3000年有人類居住，2010年人口30,042。

## 外部連結
- Article at the University of Pennsylvania on discovery of bronze age stamp seal

37°53′N 58°32′E / 37.883°N 58.533°E